# Мендеш ди Карвалью, Жозе
Жозе Мендеш ди Карвалью (порт. José Mendes de Carvalho; 29 июля 1941, Ндалатандо, Северная Кванза — 14 апреля 1968, Карипанде, Мошико), известен как Hoji Ya Henda (Ози Йя Хенда — Львиное Сердце) — ангольский антиколониальный активист, участник войны за независимость, видный деятель МПЛА, полевой командир ЭПЛА. Убит в боестолкновении с португальскими войсками. В НРА и современной Анголе причислен к национальным героям.

## Антиколониальный активист
Родился в семье медработника и домработницы. Начальное школьное образование получил в Ндалатандо, среднее в Луанде. Семья принадлежала к методистской церкви, Жозе Мендеш ди Карвалью состоял в протестантской молодёжной организации. С 1957 примыкал к антиколониальному движению, распространял в Луанде листовки с призывами к борьбе за независимость Анголы от Португалии.
В 1961 Жозе Мендеш ди Карвалью перебрался в Конго-Леопольдвиль. В Леопольдвиле примкнул к марксистскому движению МПЛА. Был активным сторонником Агостиньо Нето (ранее в Луанде жил в доме его матери). С ноября 1961 проходил военное обучение в Гане, затем в Марокко. Вступил в военное крыло МПЛА — Народную армию освобождения Анголы (ЭПЛА). Принял военный псевдоним Hoji Ya Henda — Ози Йя Хенда — в переводе с кимбунду: Львиное Сердце.

## Полевой командир
Вернувшись в Конго, руководил разведывательными миссиями ЭПЛА в Маланже и Северной Лунде. Установил контакт с замбийской партией ЮНИП и Кеннетом Каундой (с 1964 президент Замбии). Договорённости о размещении структур МПЛА и ЭПЛА на замбийской территории позволили открыть Восточный фронт в Анголе. Сопровождал Агостиньо Нето в его поездках на Кубу и в СССР.
Известен эпизод 1965 в Гаване: Фидель Кастро предложил Агостиньо Нето разобрать пистолет Макарова. Главнокомандующий ЭПЛА не мог этого сделать. Его выручил Ози Йя Хенда — профессионально разобрал и собрал пистолет. Кастро сказал на это, что лидером МПЛА должен быть не Нето, а Мендеш ди Карвалью — «настоящий партизанский вождь».
Ози Йя Хенда возглавлял II военно-политический округ МПЛА/ЭПЛА (территория Кабинды). Участвовал в формировании колонны «Камило Сьенфуэгос» I военно-политического округа (Заире, Уиже, Луанда). Командовал колонной «Сьенфуэгос» Жакоб Каэтану, он же Бессмертный Монстр. В 1966 это соединение подступило к Луанде, что стало наибольшим продвижением к столице в истории ЭПЛА.

## Командование и гибель
В 1963 внутренний конфликт привёл к изгнанию Вириату да Круша, отстранению братьев и Андраде. Руководство МПЛА полностью перешло к Агостиньо Нето и Лусио Ларе. Командующий ЭПЛА Мануэл Лима осудил «экстремистское насилие», подал в отставку и вышел из МПЛА. Его полномочия были переданы Жозе Мендешу ди Карвалью. Это назначение Лима расценил как установление контроля Лары над ЭПЛА — самой организованной структурой МПЛА. В то же время, по последующим рассказам Лимы, Мендеш ди Карвалью не всегда беспрекословно подчинялся политическому руководству. Например, он отказался имитировать бой для съёмок кубинского информагентства Prensa Latina — считал «фейки» недопустимыми и соглашался только на настоящую атаку.
В 1967 Жозе Мендеш ди Карвалью через Замбию направился на Восточный фронт. Был арестован замбийской полицией и четыре месяца провёл в тюрьме за незаконное ношение оружия. Восточный фронт охватывал Мошико, Квандо-Кубанго, частично Бие и Южную Лунду. Эти регионы были проблемными для ЭПЛА: крестьяне-овимбунду не воспринимали пропаганду МПЛА, рассчитанную в основном на горожан-мбунду и ориентировались скорее на УНИТА. Даниэл Чипенда, овимбунду по национальности, пользовавшийся на востоке определённой популярностью был отстранён от командования фронтом, несколько полевых командиров убиты спецподразделением Луди Кисасунды.
Ози Йя Хенда получил от верховного командования приказ атаковать казармы португальских войск в Карипанде (Мошико). 14 апреля 1968 Мендеш ди Карвалью был смертельно ранен в бою с португальцами. Мануэл Лима отмечал, что операция проводилась в заведомо безнадёжных условиях и командир не имел шансов остаться в живых — зато МПЛА получила образ героя. Командование ЭПЛА принял Энрике Каррейра.

## Память и политика
В августе 1968 на собрании актива МПЛА III военно-политического округа (Мошико и Квандо-Кубанго) Жозе Мендеш ди Карвалью был назван «великим сыном ангольского народа и героическим командиром МПЛА». В независимой НР Ангола на месте его гибели возведён мемориал. У здания министерства обороны поставлен бюст, на открытии которого присутствовал президент Нето. Дата 14 апреля отмечается в Анголе как День молодёжи. Молодёжная организация МПЛА вручала активистам медаль имени Ози Йя Хенды.
Официальное отношение к памяти Жозе Мендеша ди Карвалью зависит от политического курса и идеологических акцентов МПЛА. После смерти Нето, при правлении Жозе Эдуарду душ Сантуша имя Ози Йя Хенды подвергалось замалчиванию (исключение составляли периоды зарубежных военных операций, которые трудно было обосновать ангольскими национальными интересами — приходилось культивировать военную традицию как таковую). При президенте Жуане Лоренсу образ Мендеша ди Карвалью возрождён в публичном пространстве — не в плане актуальной политики, а как историческая фигура национально-освободительной борьбы.